# Episodi di Nowhere Boys (seconda stagione)
La seconda stagione della serie televisiva Nowhere Boys è stata trasmessa dal canale australiano ABC3 dal 23 novembre 2014 all'8 febbraio 2015.
In Italia la seconda stagione è stata interamente trasmessa su Netflix il 1º aprile 2017.
| nº | Titolo originale | Titolo italiano | Prima TV originale | Prima TV Italia |
| -- | ---------------- | --------------- | ------------------ | --------------- |
| 1  | Episode One      | Episodio 1      | 23 novembre 2014   | 1 aprile 2017   |
| 2  | Episode Two      | Episodio 2      | 23 novembre 2014   | 1 aprile 2017   |
| 3  | Episode Three    | Episodio 3      | 30 novembre 2014   | 1 aprile 2017   |
| 4  | Episode Four     | Episodio 4      | 7 dicembre 2014    | 1 aprile 2017   |
| 5  | Episode Five     | Episodio 5      | 14 dicembre 2014   | 1 aprile 2017   |
| 6  | Episode Six      | Episodio 6      | 21 dicembre 2014   | 1 aprile 2017   |
| 7  | Episode Seven    | Episodio 7      | 28 dicembre 2014   | 1 aprile 2017   |
| 8  | Episode Eight    | Episodio 8      | 4 gennaio 2015     | 1 aprile 2017   |
| 9  | Episode Nine     | Episodio 9      | 11 gennaio 2015    | 1 aprile 2017   |
| 10 | Episode Ten      | Episodio 10     | 18 gennaio 2015    | 1 aprile 2017   |
| 11 | Episode Eleven   | Episodio 11     | 25 gennaio 2015    | 1 aprile 2017   |
| 12 | Episode Twelve   | Episodio 12     | 1º febbraio 2015   | 1 aprile 2017   |
| 13 | Episode Thirteen | Episodio 13     | 8 febbraio 2015    | 1 aprile 2017   |